# Nyctemera baulus
Nyctemera baulus là một loài bướm đêm thuộc phân họ Arctiinae, họ Erebidae. Nó được tìm thấy ở Ấn Độ to Samoa. Records include Queensland, Indonesia và New Guinea.
Sải cánh dài 45–48 mm. Nó là một day-flying species.
Ấu trùng ăn Brassica, Emilia, Senecio scandens và Crassocephalum.

## Phụ loài
- Nyctemera baulus baulus (Buru, Java)
- Nyctemera baulus alba (Samoa)
- Nyctemera baulus aluensis (quần đảo Salomon (Alu))
- Nyctemera baulus fasciata (New Hebrides)
- Nyctemera baulus integra (Philippines)
- Nyctemera baulus nigrovena (Sulawesi)
- Nyctemera baulus nisa (Sangir)
- Nyctemera baulus mundipicta (Malacca, Sumatra, Java)
- Nyctemera baulus moluccana (Moluccas)
- Nyctemera baulus samoensis (Samoa)
- Nyctemera baulus tertiana (Úc)
- Nyctemera baulus pullatus (đảo Rennell)
- Nyctemera baulus pratti (New Guinea)

## Hình ảnh

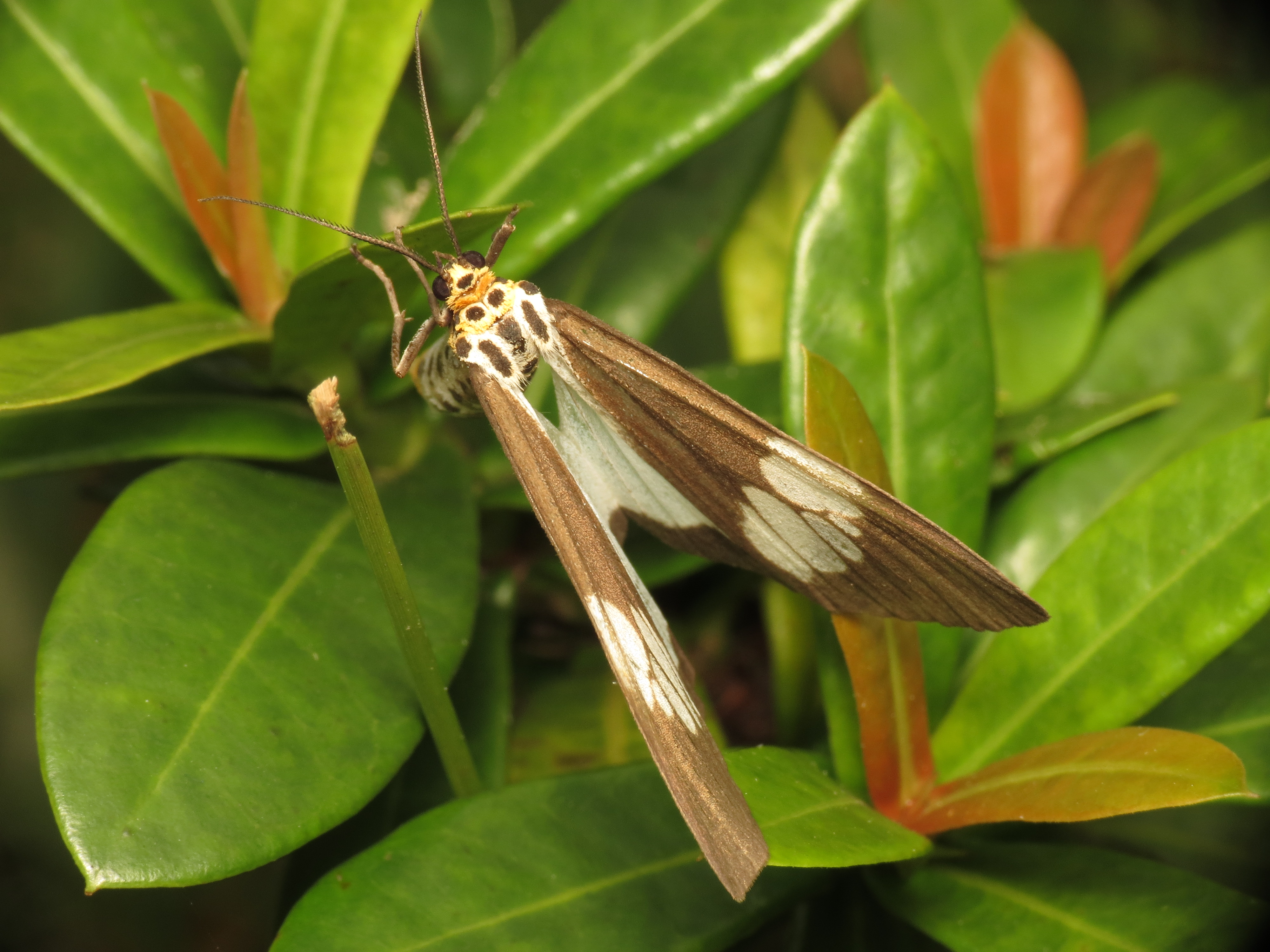
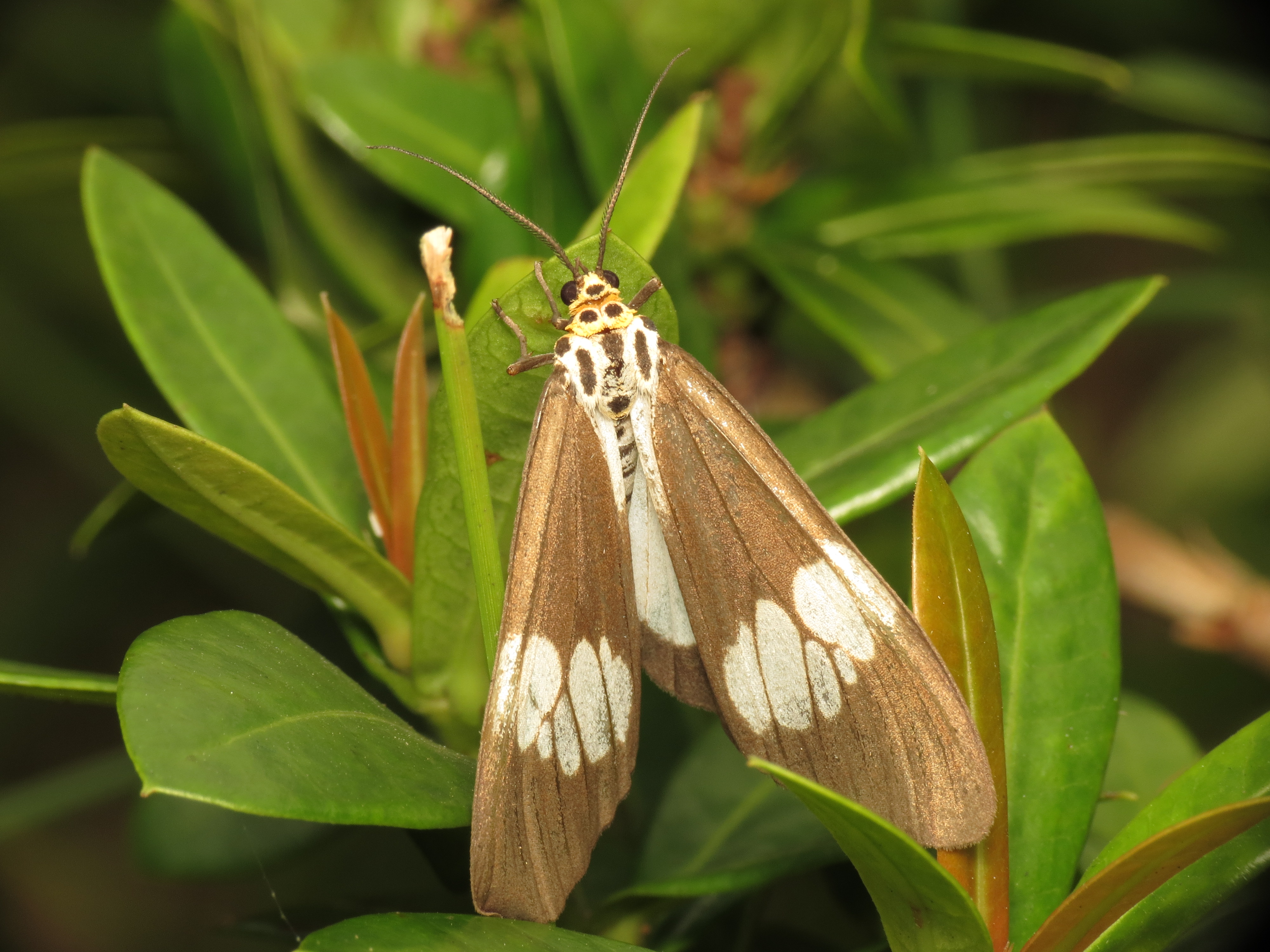
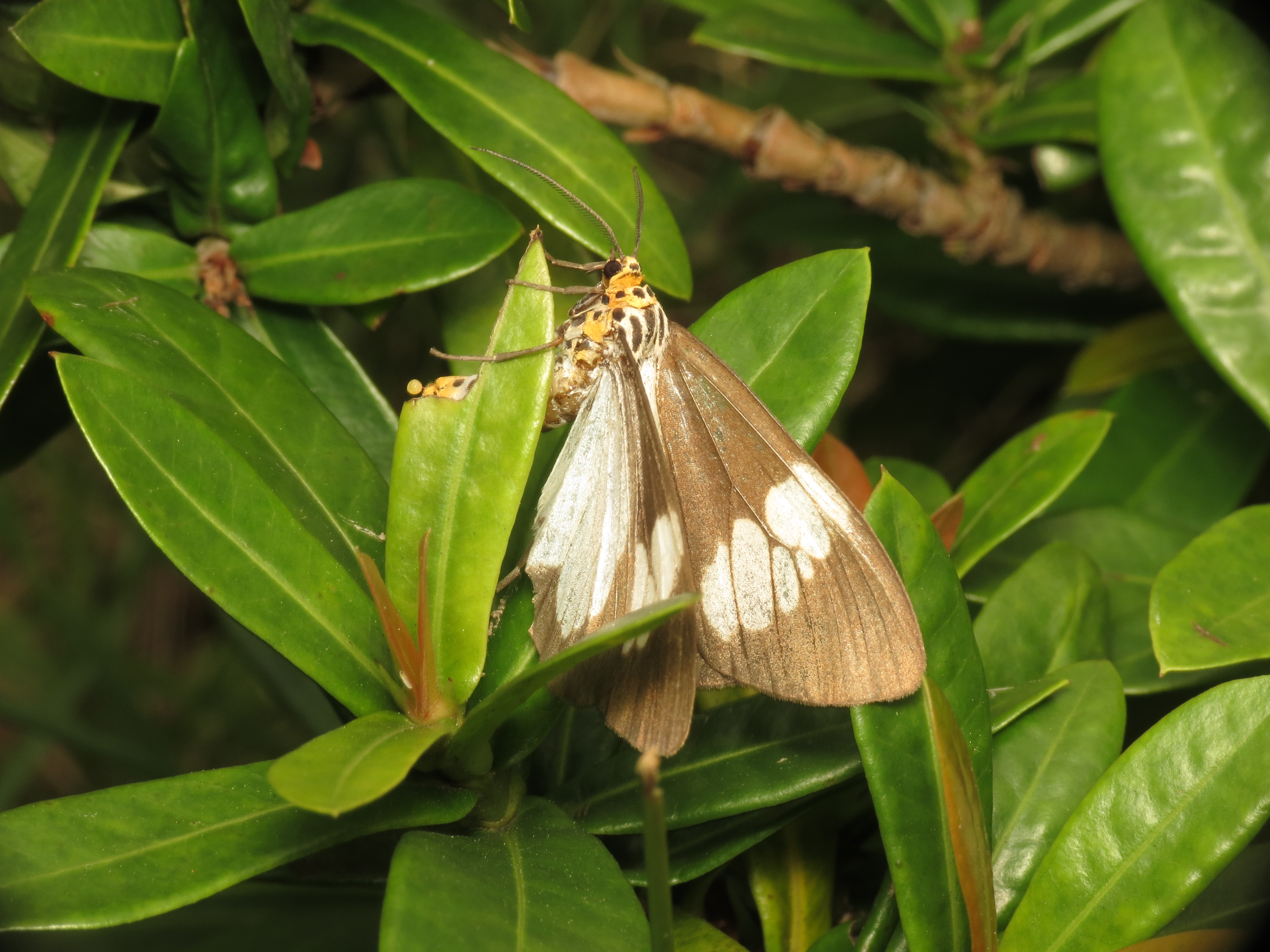